# ウィリアム・ウィザリング
ウィリアム・ウィザリング（William Withering、1741年3月17日 - 1799年10月6日）は、イギリスの植物学者、地質学者、化学者、医師である。ジギタリス（ゴマノハグサ科）の臨床試験を行い、強心利尿剤としての薬効を発見した。実験薬理学のパイオニアとされる。ルナー・ソサエティの一員でもあった。
シュロップシャーのウェリントンに生まれた。1762年から1766年までエディンバラ医学校で学び、1767年からスタッフォード王立診療所のコンサルタントとして働いた。1775年に医師のエラズムス・ダーウィンの推薦を受けて、バーミンガム・ジェネラル・ホスピタルの医師となった。1783年に肺結核を自覚し、ポルトガルに2度、静養のため避寒するが、2度目のポルトガルからの帰途、海賊に襲われるという経験をした。
ジギタリスの薬効は、水腫の民間薬として用いていたシュロップシャー州の老婆が処方した薬草の中から突き止めた（以前からジギタリスが水腫に効くらしいことは一部で知られていた）。ウィザリングは9年以上かけてその植物の各部位の薬効を調べ、156の治療適用（または163人の患者とも）の結果により、その適量や用法を調べ、1785年にその成果を "An account of the foxglove and some of its medical uses; with practical remarks on the dropsy, and some other diseases" として出版した。治療した患者の中には、エラズムス・ダーウィンの依頼を受けた患者もいた。1785年、ダーウィンは"An Account of the Successful Use of Foxglove in Some Dropsies and in Pulmonary Consumption"という論文をロンドンの医学校に発表し、ウィザリングとダーウィンは業績についての論争を起こすことになったが、国内外でウィザリングの業績は知れ渡っていたためにウィザリングが勝利した。
植物学の分野では1776年にイギリスで育つ植物についての書籍を執筆し、リンネの命名・分類法を採用し、ジョナサン・ストークスらとともに何度か改訂本を出版した。1787年にロンドン・リンネ協会の会員に選ばれ、Witheringia solanacea という中米産のナス科の植物に命名された。化学・地質学の分野では、イギリスのカンバーランドで得られたTerra Ponderosaという鉱石を分析し未知の物質であることを示した。成分が炭酸バリウムであることが判明した後、この鉱物はドイツの地質学者ヴェルナーによって、ウィザリングの名からWitherite（毒重石）と命名された。イギリスや国外の温泉の成分分析も行った。ポルトガルのCaldas da Rainhaの薬泉の分析の功績により、ポルトガル化学アカデミーの会員に選ばれた。
1791年、フランス革命直後のバーミンガムでジョゼフ・プリーストリーら非国教徒を狙った暴動（プリーストリー暴動）が発生し、ルナー･ソサエティを通じて彼と親交があったウィザリングの家も襲われそうになるが直前に軍隊によって救出された。1799年にバーミンガムのスパークブルックで結核により死去。
バーミンガム大学の医学部にウィリアム・ウィザリング教授職が設けられ、毎年、記念講演が行われる。

## 著書・論文
- 1766-  Dissertation on angina gangrenosa
- 1773 "Experiments on different kinds of Marle found in Staffordshire" Phil Trans. 63: 161-2
- 1776 "A botanical arrangement of all the vegetables growing in Great Britain..." (two volumes) Publ Swinney, London
- 1779 "An account of the scarlet fever and sore throat, or scarlatina; particularly as it appeared at Birmingham in the year *1778" Publ Cadell London
- 1782 "An analysis of two mineral substance, vz. the Rowley rag-stone and the toad stone" Phil Trans 72: 327-36
- 1783 "Outlines of mineralogy" Publ Cadell, London (a translation of Bergmann's Latin original)
- 1784 "Experiments and observations on the terra ponderosa" Phil trans 74: 293-311
- 1785 "An account of the foxglove and some of its medical uses; with practical remarks on the dropsy, and some other diseases" Publ Swinney, Birmingham
- 1787 "A botanical arrangement of British plants..." 2nd ed. Publ Swinney, London
- 1788 Letter to Joseph Priestley on the principle of acidity, the decomposition of water. Phil Trans 78: 319-330
- 1790 "An account of some extraordinary effects of lightning" Phil Trans 80: 293-5
- 1793 "An account of the scarlet fever and sore throat..." 2nd ed Publ Robinson, London
- 1793 "A chemical analysis of waters at Caldas" extract from Actas da Academica real das Sciencias
- 1794 "A new method for preserving fungi, ascertained by chymical experiments" Trans Linnean Soc 2: 263-6
- 1795 "Analyse chimica da aqua das Caldas da Rainha" Lisbon (a chemical analysis of the water of Caldas da Rainha)
- 1796 "Observations on the pneumatic medicine" Ann Med 1: 392-3
- 1796 "An arrangement of British plants..." 3rd ed. Publ Swinney, London
- 1799 "An account of a convenient method of inhaling the vapour of volatile substances" Ann Med 3: 47-51